# Raúl "Güero" Navarro
Raúl Navarro (* septiembre de 1942 en Guadalajara, Jalisco, México) es un futbolista mexicano retirado que jugaba en la posición de portero. Jugó con el Audax de Guadalajara, Club Deportivo Victoria, Cruz Azul Fútbol Club, Club Puebla y Club de Fútbol Torreón.
Empieza a jugar fútbol a los 12 años, en el oratorio del Seminario de San Juan Bosco en Tlaquepaque, Jalisco, después pasa al Audax donde empezaría en la categoría Juvenil, llegando después a la Primera Fuerza. En un partido contra el Nacional, fue observado por el entrenador Evelio Tico Alpízar, quien lo llevó al Deportivo Victoria de la Segunda División de México en 1962.
Gracias a sus buenas actuaciones con el equipo de Ciudad Victoria, fue llamado a la Selección de la Segunda División, y representó a México en un torneo internacional denominado Copa Kennedy. En 1964 fue transferido al equipo Cruz Azul, y después fue prestado al Puebla de Segunda División en 1967, equipo donde permaneció hasta 1969, y en enero de ese año llega al Club de Fútbol Torreón.
Con la salida de Salvador Kuri, se hizo de la titularidad en el equipo de los Diablos Blancos, y permaneció en el Torreón hasta la venta de la franquicia a los Leones Negros de la Universidad de Guadalajara. Una vez terminada su carrera como futbolista, se dedica a ser entrenador de fútbol, uno de sus primeros trabajos fue con la Universidad Autónoma de Coahuila y el ITESM Campus Laguna.